# Hunter Armstrong
Pour les articles homonymes, voir Armstrong.
Joseph Hunter Armstrong, né le 24 janvier 2001 à Dover dans l'Ohio, est un nageur américain spécialiste des épreuves de dos.

## Biographie
Aux Jeux olympiques d'été de 2020 à Tokyo, Hunter Armstrong remporte la médaille d'or du relais 4 × 100 m 4 nages masculin avec l'équipe des États-Unis.
Le 28 avril 2022, à l'occasion des sélections américaines pour les championnats du monde de natation 2022, il établit un nouveau record du monde du 50 m dos en 23 s 71.
Lors des championnats du monde de natation 2022 à Budapest, Hunter Armstrong remporte deux médailles d'or sur les relais 4 × 100 m nage libre (participant uniquement aux séries qualificatives) et 4 × 100 m quatre nages mixte. Il glane également les médailles d'argent du 50 m dos et du relais 4 × 100 m quatre nages masculin ainsi que la médaille de bronze du 100 m dos.
L'année suivante à l'occasion des championnats du monde de natation 2023 à Fukuoka, il décroche la médaille d'or du 50 m dos et celle du relais 4 × 100 m quatre nages masculin. Il remporte également la médaille de bronze du 100 m dos.
Aux Jeux olympiques d'été de 2024 à Paris, Hunter Armstrong remporte la médaille d'or du relais 4 × 100 m nage libre avec l'équipe des États-Unis (Caeleb Dressel, Chris Guiliano et Jack Alexy) ainsi que la médaille d'argent du relais 4 x 100 m quatre nages (Caeleb Dressel, Ryan Murphy et Robert Finke).

## Palmarès

### Jeux olympiques
- Jeux olympiques de 2020 à Tokyo 
  -  Médaille d'or du relais 4 × 100 m quatre nages
- Jeux olympiques de 2024 à Paris 
  -  Médaille d'or du relais 4 × 100 m nage libre
  -  Médaille d'argent du relais 4 x 100 m quatre nages

### Championnats du monde

#### Grand bassin
- Championnats du monde 2022 à Budapest 
  -  Médaille d'or du relais 4 × 100 m nage libre (participe uniquement aux séries)
  -  Médaille d'or du relais 4 × 100 m quatre nages mixte
  -  Médaille d'argent du 50 m dos
  -  Médaille d'argent du relais 4 × 100 m quatre nages (participe uniquement aux séries)
  -  Médaille de bronze du 100 m dos

- Championnats du monde 2023 à Fukuoka 
  -  Médaille d'or du 50 m dos
  -  Médaille d'or du relais 4 × 100 m quatre nages (participe uniquement aux séries)
  -  Médaille de bronze du 100 m dos

- Championnats du monde 2024 à Doha 
  -  Médaille d'or du 100 m dos
  -  Médaille d'or du relais 4 × 100 m quatre nages
  -  Médaille d'or du relais 4 × 100 m quatre nages mixte
  -  Médaille d'argent du 50 m dos
  -  Médaille de bronze du relais 4 × 100 m nage libre (participe uniquement aux séries)
  -  Médaille de bronze du relais 4 × 200 m nage libre
  -  Médaille de bronze du relais 4 × 100 m nage libre mixte

#### Petit bassin
- Championnats du monde 2022 à Melbourne 
  -  Médaille d'or du relais 4 × 100 m quatre nages
  -  Médaille d'argent du relais 4 × 50 m quatre nages

## Records

### Records du monde
Ces tableaux détaillent les records du monde de Hunter Armstrong au 23 juillet 2023.
| Épreuve  | Temps   | Compétition                                                | Lieu                   | Date          |
| 50 m dos | 23 s 71 | Sélections américaines pour les championnats du monde 2023 | Greensboro, États-Unis | 28 avril 2022 |